# Santa Elena de Jamuz
Santa Elena de Jamuz és un municipi de la província de Lleó, a la comunitat autònoma de Castella i Lleó.

## Demografia
| 1991 | 1996 | 2001 | 2004 |
| ---- | ---- | ---- | ---- |
| 1601 | 1458 | 1344 | 1305 |